# Ganz–MÁVAG
A Ganz–MÁVAG egy budapesti nehézipari üzem volt, amely 1959 és 1988 között létezett.

## Története

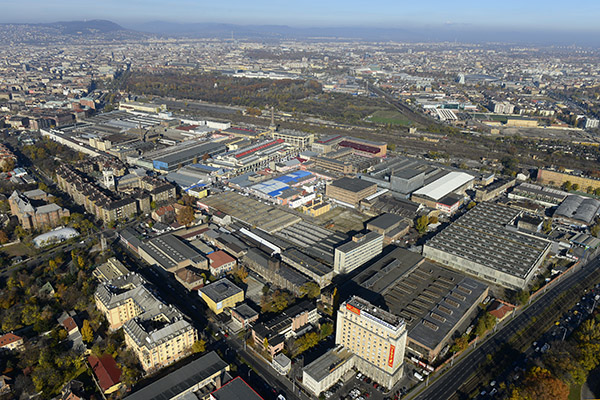
Az egykori 42 hektáros gyártelep madártávlatból

A Kádár-korszak elején az iparpolitika vezetői a korszerűbb, illetve hatékonyabb technológia és az 1970-es évek olajválságáig olcsó gázolaj miatt a gőzmozdonygyártás megszüntetése és a dízelmozdonygyártás erőteljes felfuttatása mellett döntöttek, nem látszott célszerűnek a járműszerkezeti részt gyártó MÁVAG és a gépezeti berendezésért felelős, 1948-ban államosított, majd 1949-ben önálló állami vállalatokra bontott Ganz és Társa-Danubius Villamossági-, Gép-, Waggon- és Hajógyár Rt. vasútijármű-gyártással foglalkozó utódvállalatának, a Ganz Vagon- és Gépgyárnak külön szervezetként való működtetése, ezért a két, amúgy is egymás tőszomszédságában található üzem egyesült: 1959. január 1-jétől a két üzem egy vállalatként, Ganz–MÁVAG Mozdony-, Vagon- és Gépgyár néven működött tovább és egyúttal ekkor váltott az üzem a gőzmozdonyokról a dízelmozdonyok gyártására és fejlesztésére. Számos külföldi piacra is gyártott vasúti járműveket, az eltérő szabványú járműveket a közeli, erre a célra kialakított népligeti próbapályán próbázták.
Az 1980-as évek végére nagyot változott a gazdasági helyzet, a megrendelések hiánya és az adósság növekedése miatt 1988 decemberében a fénykorában közel 20 ezer főt foglalkoztató nagyvállalat csődbe ment, illetve megszűnt. A cég több más jogutód formájában működött tovább, ebből a legnagyobb a Ganz Gépgyár Vállalat, ami a géppark legnagyobb részét is megörökölte. 1991-től alakult meg a Ganz Holding Zrt., mely holding formában működött tovább. A Ganz–MÁVAG egykori területén több kisebb vállalat létesült, amelyek jelentős része már kínai kereskedőkhöz köthető. A Kőbányai út Józsefvárosi pályaudvar felöli oldalán 1993-2014 között üzemelt, a feketekereskedelméről elhíresült Négy Tigris piacról az árusok jelentős része ide költözött át. Az eredeti gépipari tevékenységet néhány üzemcsarnokban a Ganz Holdingot alkotó Ganz Motor Kft. (vasúti járműkomponensek, dieselmotorok) és a Ganz Energetikai Gépgyártó Kft. (vízgépek, atomerőművi és olajipari berendezések) vitte tovább az ezredfordulón.

## Ganz-MÁVAG vasúti járművek

### Mozdonyok
- ENR 4301 sorozat
- GYSEV M41 sorozat
- GYSEV V43 sorozat
- MÁV M31 sorozat
- MÁV M32 sorozat
- MÁV M40 sorozat
- MÁV M41 sorozat
- MÁV M44 sorozat
- MÁV M46 sorozat
- MÁV M63 sorozat
- MÁV V40 sorozat
- MÁV V43 sorozat
- MÁV V42 sorozat
- MÁV V46 sorozat
- MÁV V63 sorozat
- OSE A 251
- PKP SM40 sorozat
- BKV Millfav
- MÁV V42 sorozat
- MÁV V41 sorozat

### Motorvonatok
- Aamot
- BCmot
- BDVmot
- Camot 315–316
- Cbmot
- D1 sorozat
- HŽ 6111 sorozat
- MÁV Bzmot 601
- MDmot
- SNCFT YZ-E

## Galéria

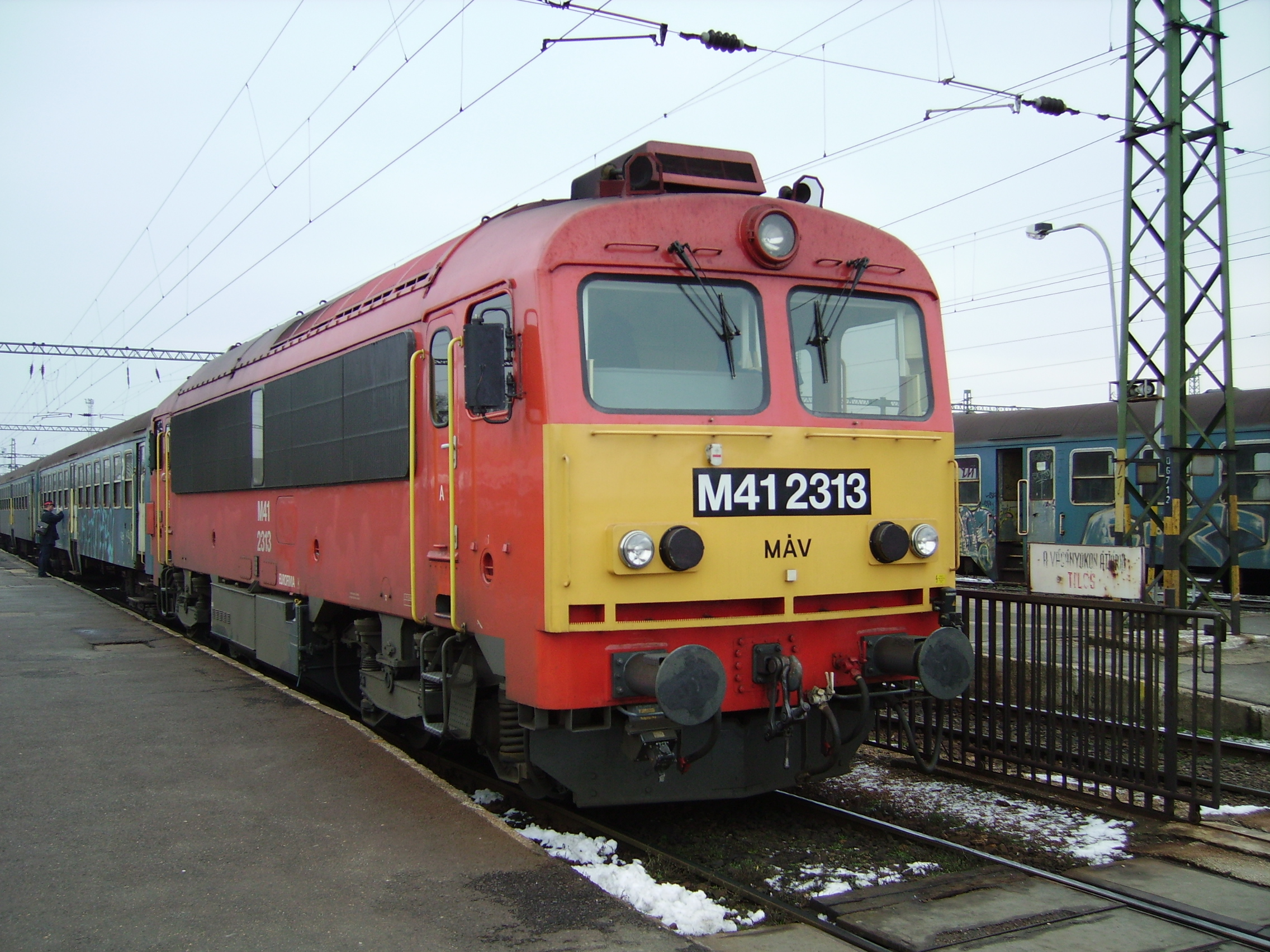
MÁV M41 dízelmozdony
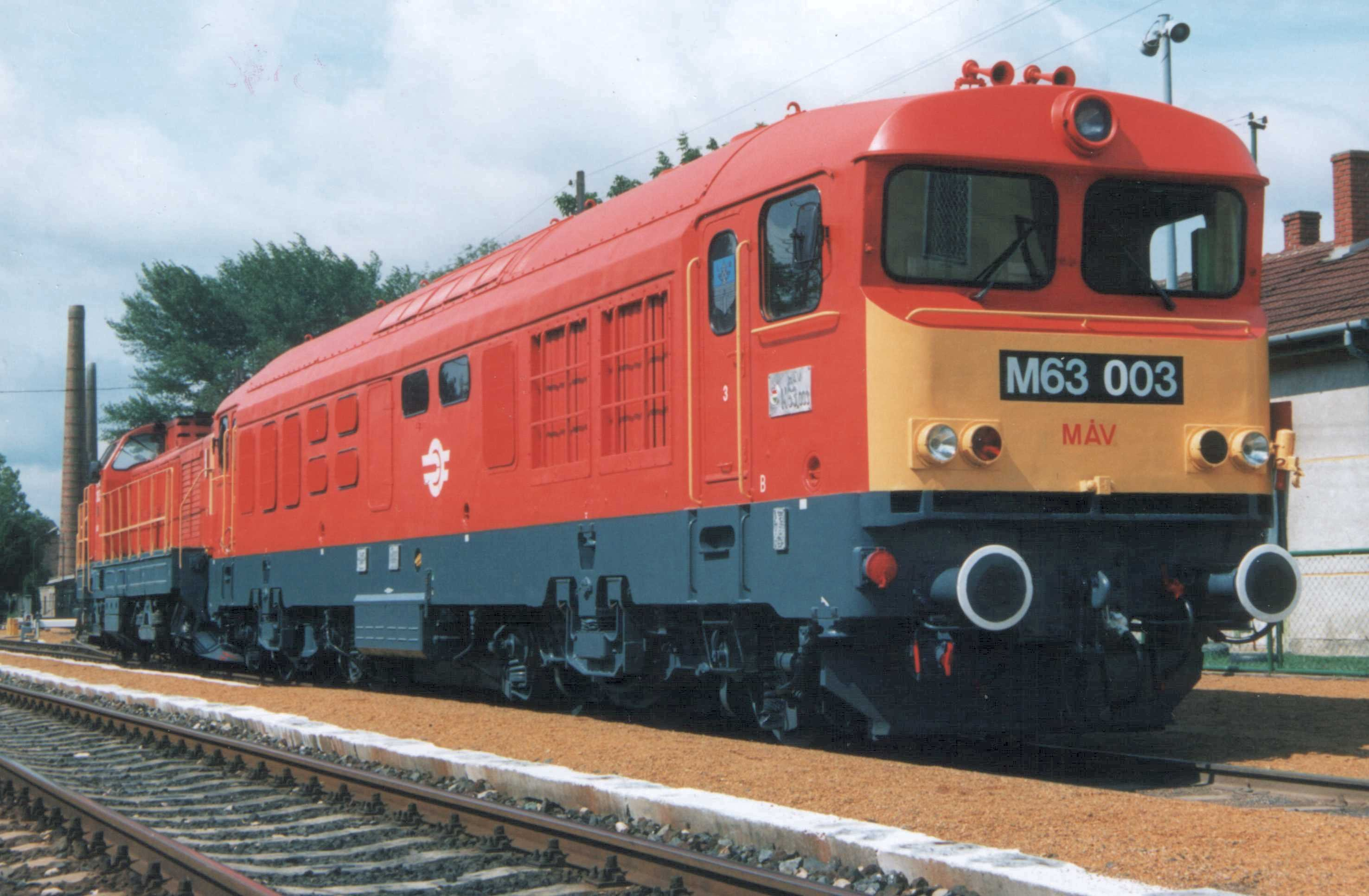
MÁV M63 dízelmozdony
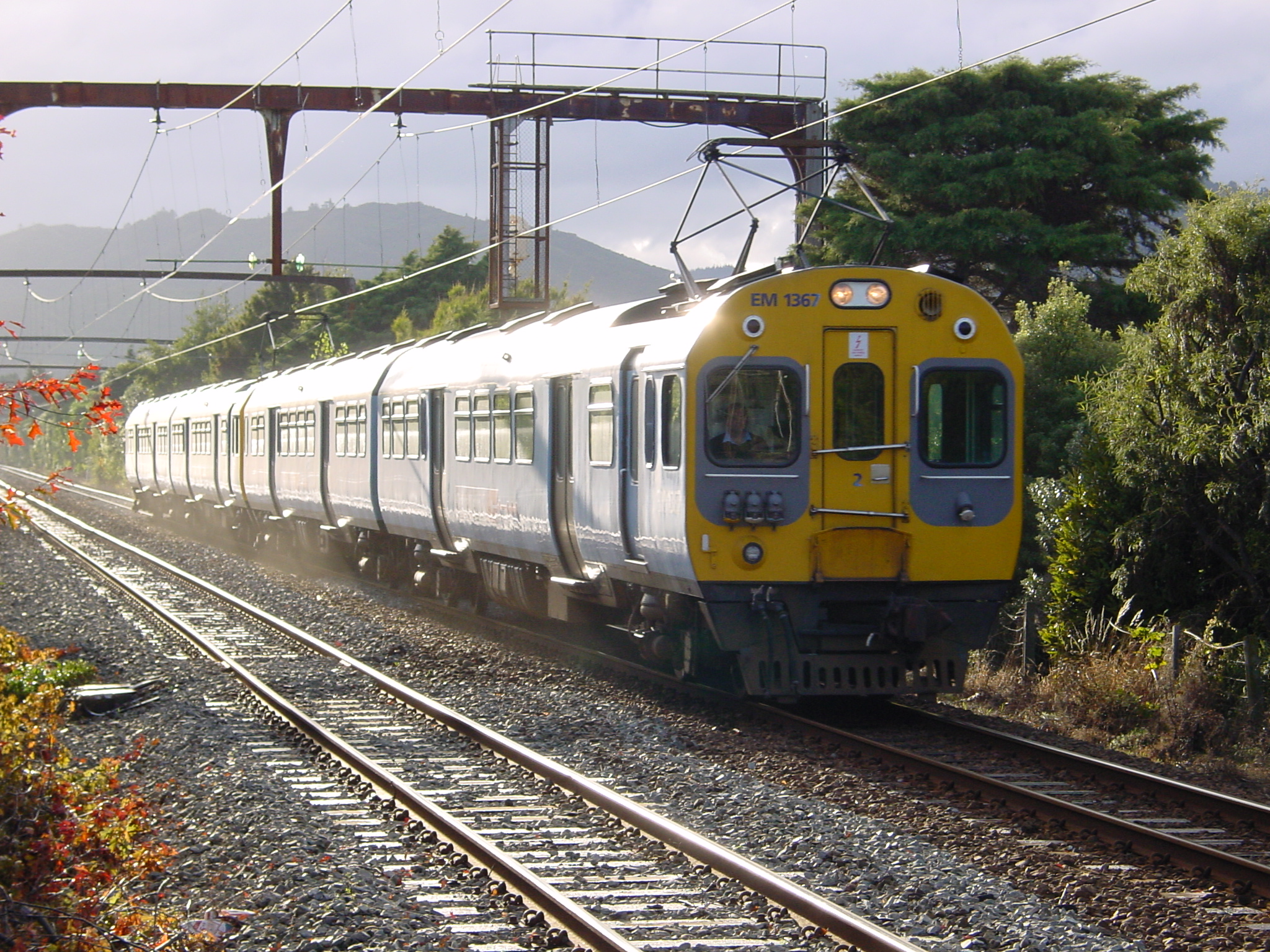
Ganz motorvonat Új-Zélandon
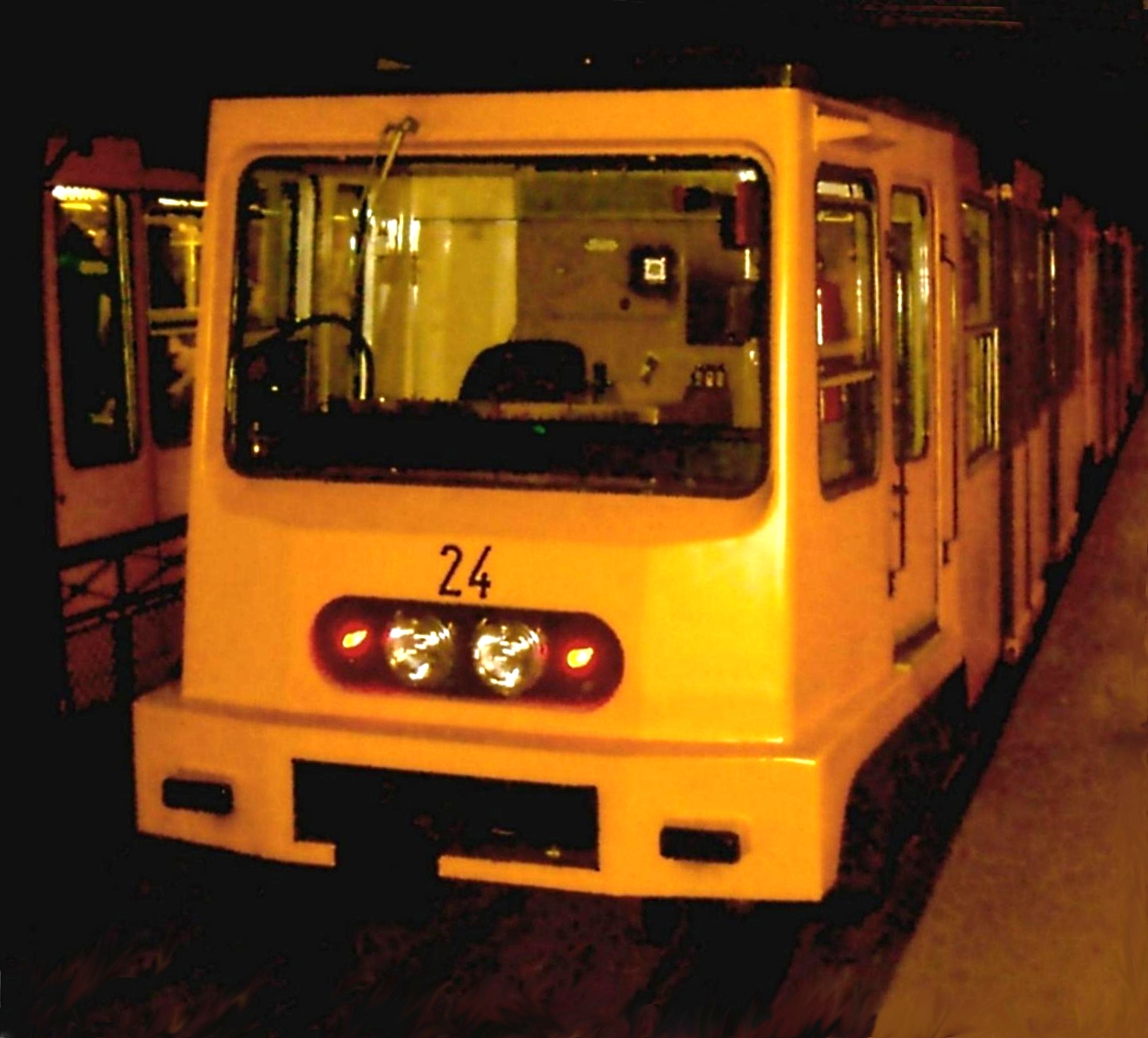
A budapesti Millenniumi Földalatti Vasút
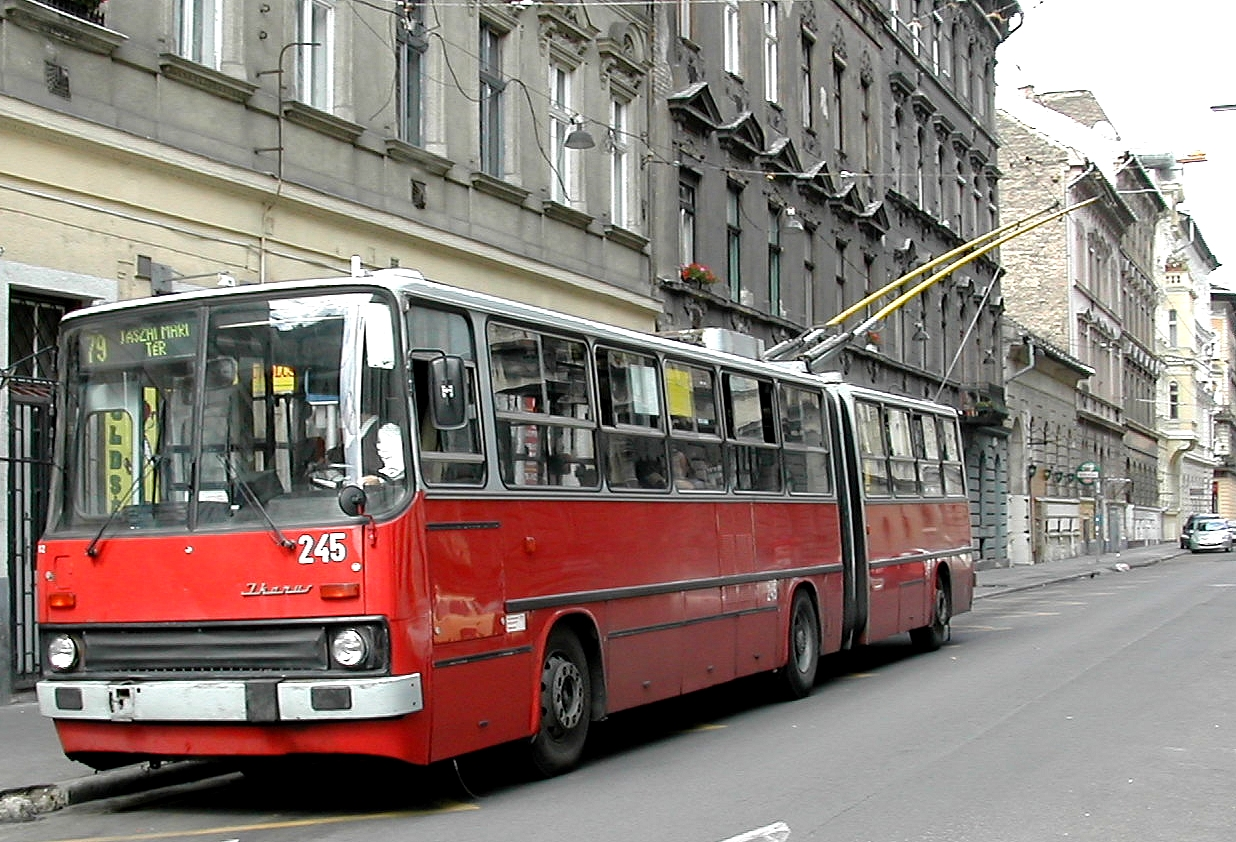
Ikarus/Ganz 280T Budapesten
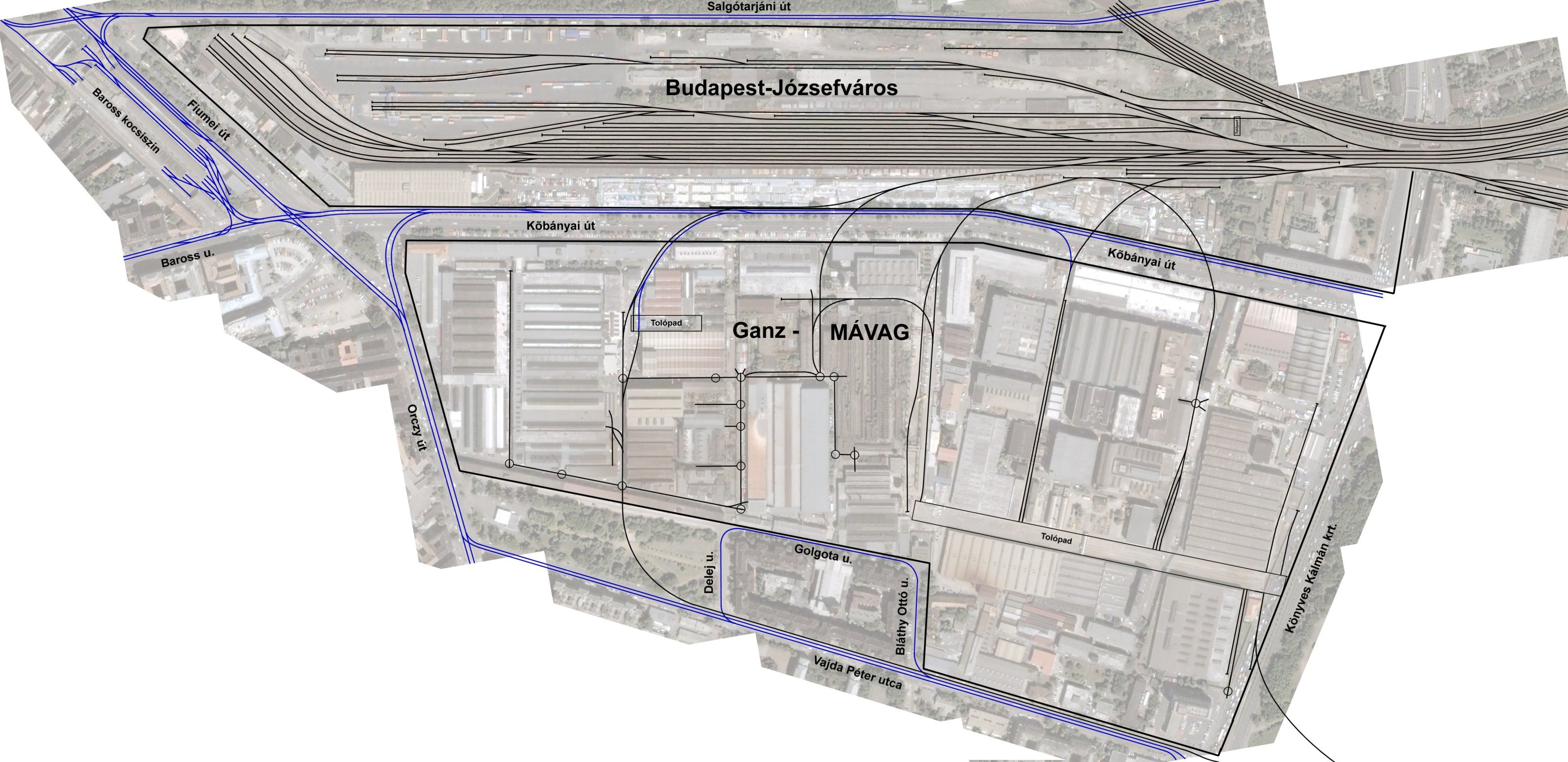
A Ganz–MÁVAG iparvágány kapcsolatai a Józsefvárosi pályaudvarral.

## Filmfelvételek
- Magyar gyárak a millennium korában – Magyar Királyi Államvasutak Gépgyára – Youtube.com
- Magyar gyárak a millennium korában – A Ganz birodalom – Youtube.com